# Serradell
|  | Per a altres significats, vegeu «Maria Serradell i Sureda». |

Serradell és un poble del municipi de Conca de Dalt, al Pallars Jussà. Formava el municipi de Toralla i Serradell, juntament amb els pobles d'Erinyà, Rivert, Toralla i Torallola, fins a la creació de Pallars Jussà, el 1969, municipi que el 1994 hagué de canviar el seu nom pel de Conca de Dalt.

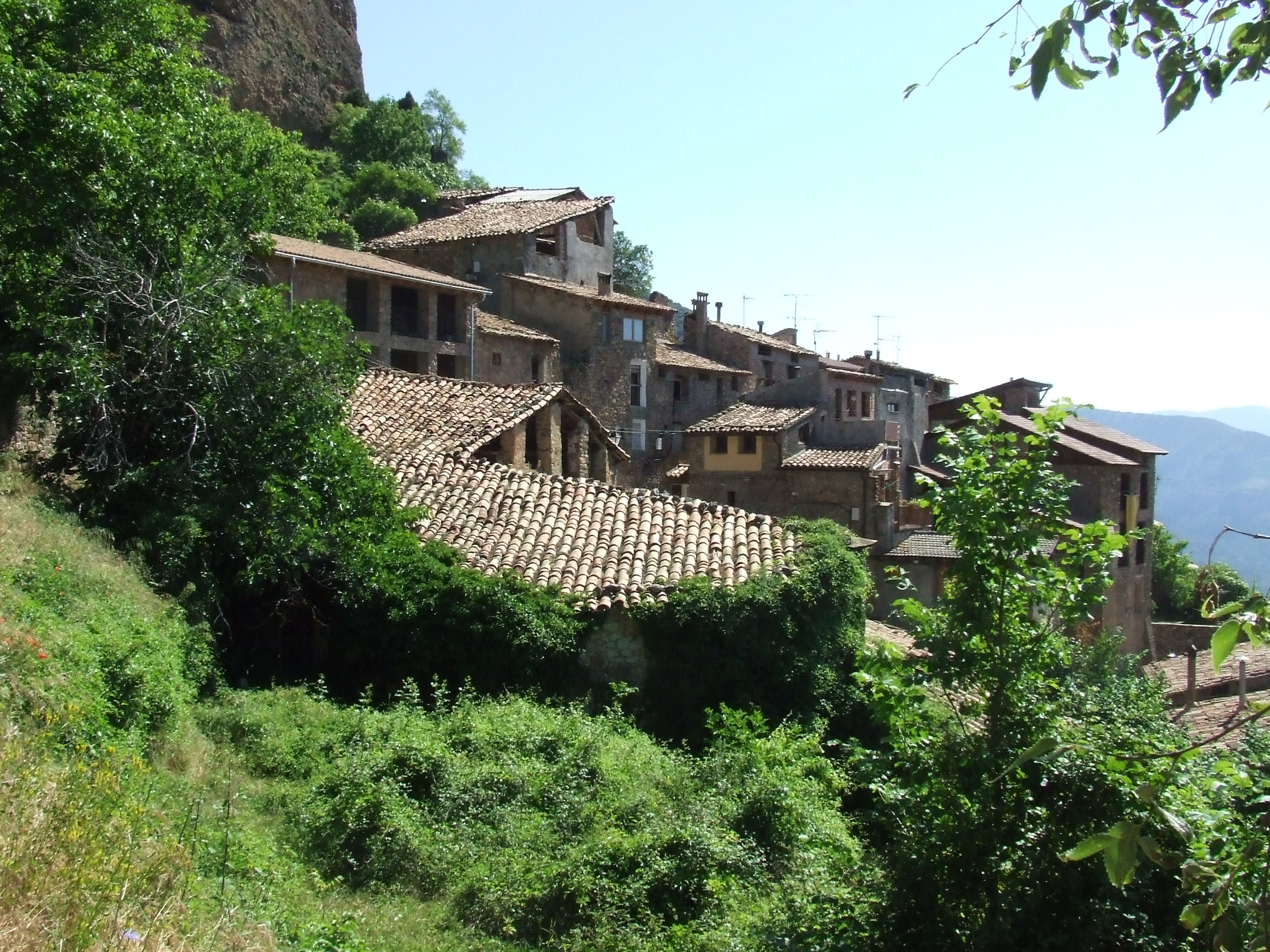
Serradell des de ponent

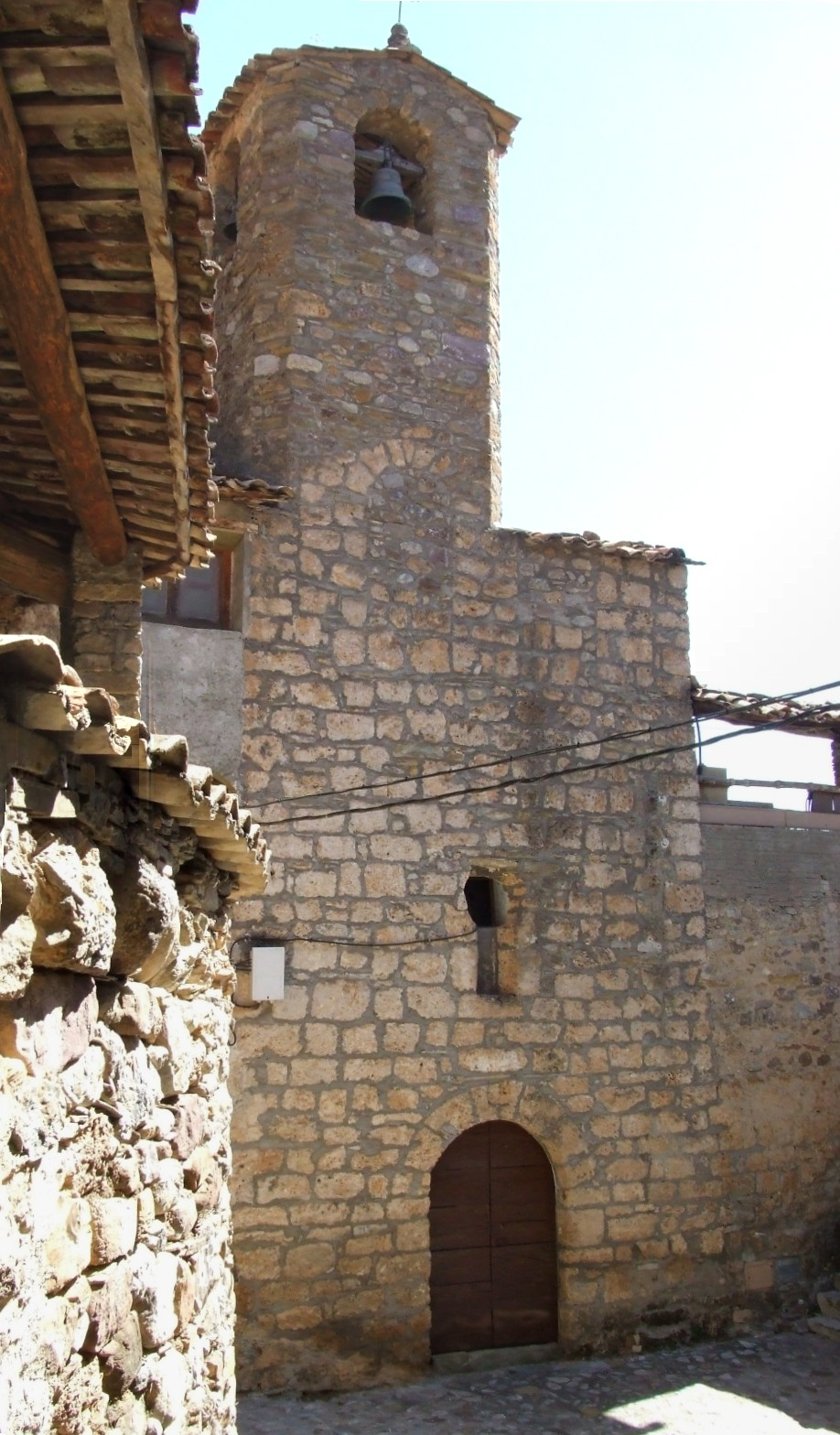
L'església de Sant Andreu

El poble de Serradell es generà a partir del castell de Serradell, probablement com a poble castral del mateix castell. El castell, o les poques restes que en queden, era just al damunt de les cases més altes del poble.
El poble és en el vessant meridional de les serres de Setcomelles i de Camporan, a la riba nord -esquerra- del riu de Serradell o d'Erinyà. S'hi accedeix per una pista rural asfaltada (la Pista de Serradell), en bon estat, però bastant estreta, que surt del costat sud del Congost d'Erinyà, a la carretera N-260 i, en direcció oest, mena a Erinyà en un quilòmetres i mig i a Serradell en quatre quilòmetres més.
L'església de Sant Andreu és sufragània de la parròquia d'Erinyà, i es troba a l'extrem de llevant del vell poble clos, dins del qual es trobava.
Damunt del poble, al nord, al bosc de Serradell, hi ha l'ermita de sant Aleix. A un quilòmetre i mig del poble, a ponent, també hi ha les restes de l'ermita romànica de Santa Eulàlia la Vella de Serradell. Una mica abans d'arribar-hi, a prop de la Borda del Seix, hi ha l'ermita de sant Marc.

## Etimologia
Joan Coromines inclou Serradell a l'Onomasticon Cataloniae. Es tracta d'un derivat diminutiu del mot comú serrat, el qual, pel seu costat és també un derivat diminutiu del mot comú serra. És, per tant, un topònim ja plenament romànic, descriptiu del lloc on es troba aquest poble.

## Geografia
El poble de Serradell centra la part alta de la vall del riu de Serradell. Situat a redós de la meitat occidental del Serrat del Ban, al costat nord -riba esquerra- del riu, Serradell és en la zona més orogràficament accidentada de la vall. Ple de coves i avencs, de roques i serres encinglerades, la vall de Serradell és de les més feréstegues i espectaculars de la comarca.

## Història

### Les balmes i coves: història antiga i medieval
Prop de Serradell s'han trobat diverses coves amb jaciments antics:

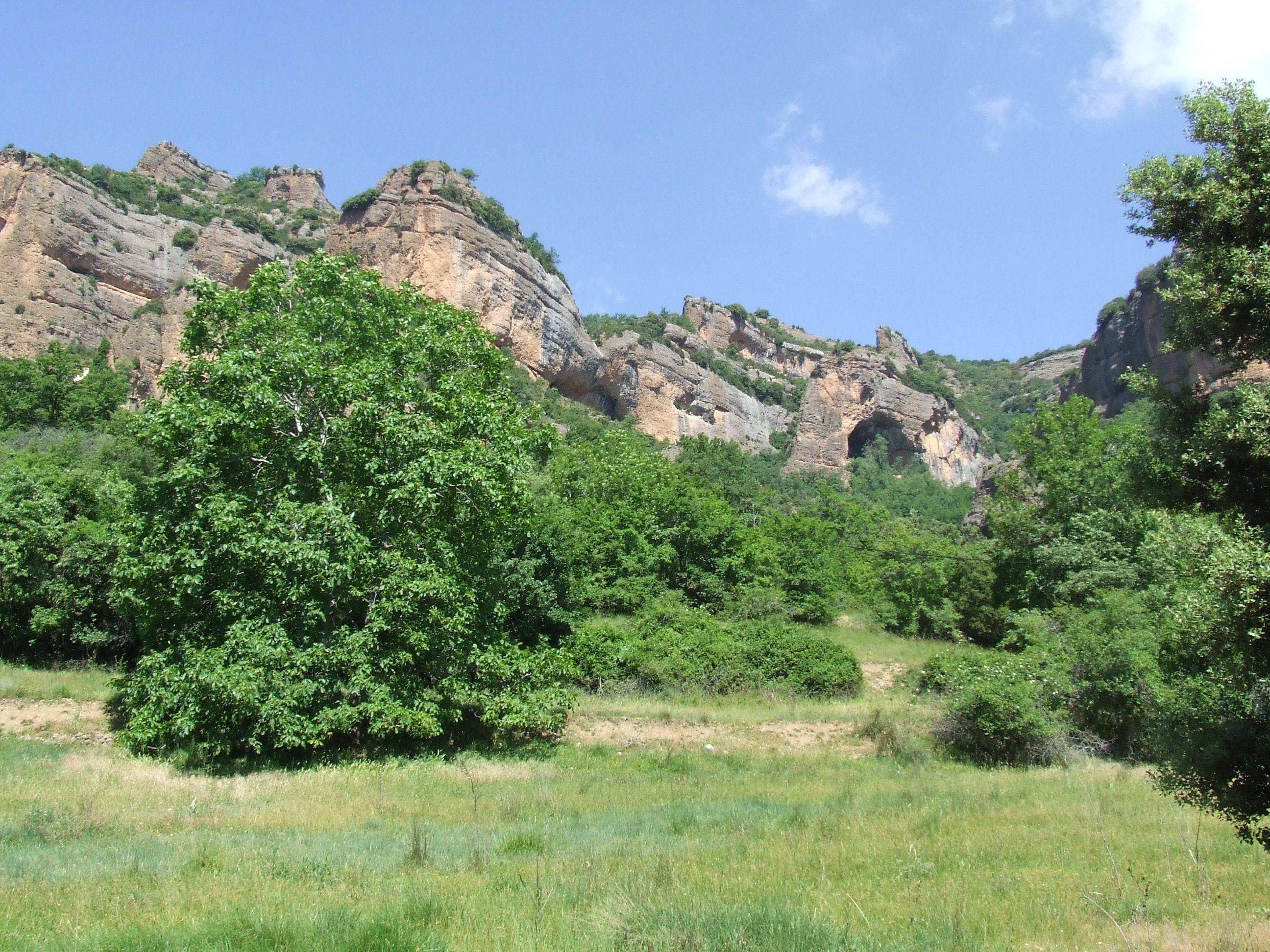
Indret on es troben la major part de les balmes, coves i forats de Serradell

- Cova d'Espluguell, propera a la del Forat Negre, totes dues són uns 500 metres al nord-est del poble de Serradell, a ponent de lo Serrat Pla, contrafort meridional del Serrat del Ban, al costat esquerre de la Llau de la Font.
- Cova del Forat Negre, amb restes eneolítiques i medienals.
- Forat de la Bóu, amb estalactites i ceràmica de l'edat del bronze. És a l'oest-nord-oest de Serradell, també a uns 500 metres de distància, al nord de les Roques de la Bou, en un dels contraforts sud-occidentals del mateix Serrat del Ban.
- Balma d'Esplugallonga. És al nord-nord-est de Serradell, prop i a l'esquerra de la Llau de la Font.
- Cova de Sorta. És al nord-oest de Serradell, propera al poble (la més a la vora de totes) i en el mateix sistema orogràfic que totes les altres.

Cal destacar que en el pas de l'alta edat mitjana a la baixa edat mitjana, es poden situar, entre les balmes i coves acabades d'esmentar, el conjunt troglodític de Sorta, el despoblat d'Esplugallonga, i l'hàbitat troglodític de la cova de l'Espluguell, tots tres propers al poble de Serradell, situats en coves o balmes ja esmentades en el punt anterior, atès que hi han estat trobades restes prehistòriques, a part de medievals.
Serradell nasqué del seu castell, sota del qual es trobava. El primer nucli prengué la forma de poble clos, amb un doble recinte. Des del superior es devia accedir al castell. Es conserven dos dels portals: el de l'església, que enllaçava amb la zona on hi havia les balmes habitades de Sorta, Esplugallonga i l'Espluguell, i un de superior que duia cap al castell. Devia haver-hi un altre portal obert cap a llevant, al costat de migdia de l'església, però, tot i que es pot deduir que hi fou, no se'n conserva res.
| Portals del poble de Serradell   | Portals del poble de Serradell   | Portals del poble de Serradell        | Portals del poble de Serradell        |
| -------------------------------- | -------------------------------- | ------------------------------------- | ------------------------------------- |
| El portal superior, part de fora | El portal superior, part de dins | El portal de l'església, part de fora | El portal de l'església, part de dins |
| El portal superior, part de fora | El portal superior, part de dins | El portal de l'església, part de fora | El portal de l'església, part de dins |

L'Edat moderna portà els judicis de la Santa Inquisició contra la bruixeria. De Serradell eren Isabel Monic i Margarida Thomasa, qui, l'any 1574 foren acusades de bruixeria i penjades a la forca (suspençam reliquit in furca) el 23 d'octubre d'aquell any, juntament amb Cebriana Polvorera. Margarida Thomasa, però, rebé el perdó per estar prenyada. D'altres acusades, Eulària Pellicera, Joana Françoya, també d'Erinyà, foren alliberades. En la mateixa tongada de judicis inquisitorials foren també jutjats Pere Françoy, qui fou condemnat a l'exili de qualsevol lloc pertanyent a la Varvassoria de Toralla. Catherina Colometa, de Toralla, i Joana Bertomeua, d'Erinyà, reberen la mateixa condemna.

### Història moderna i contemporània
En el Cens de Floridablanca, del 1787, consten a Serradell 49 persones: 13 nois solters i 21 noies fadrines; 7 matrimonis, i una vídua. D'ells, consten com a pagesos 13 homes, a més de dos bracers (pagesos assalariats).

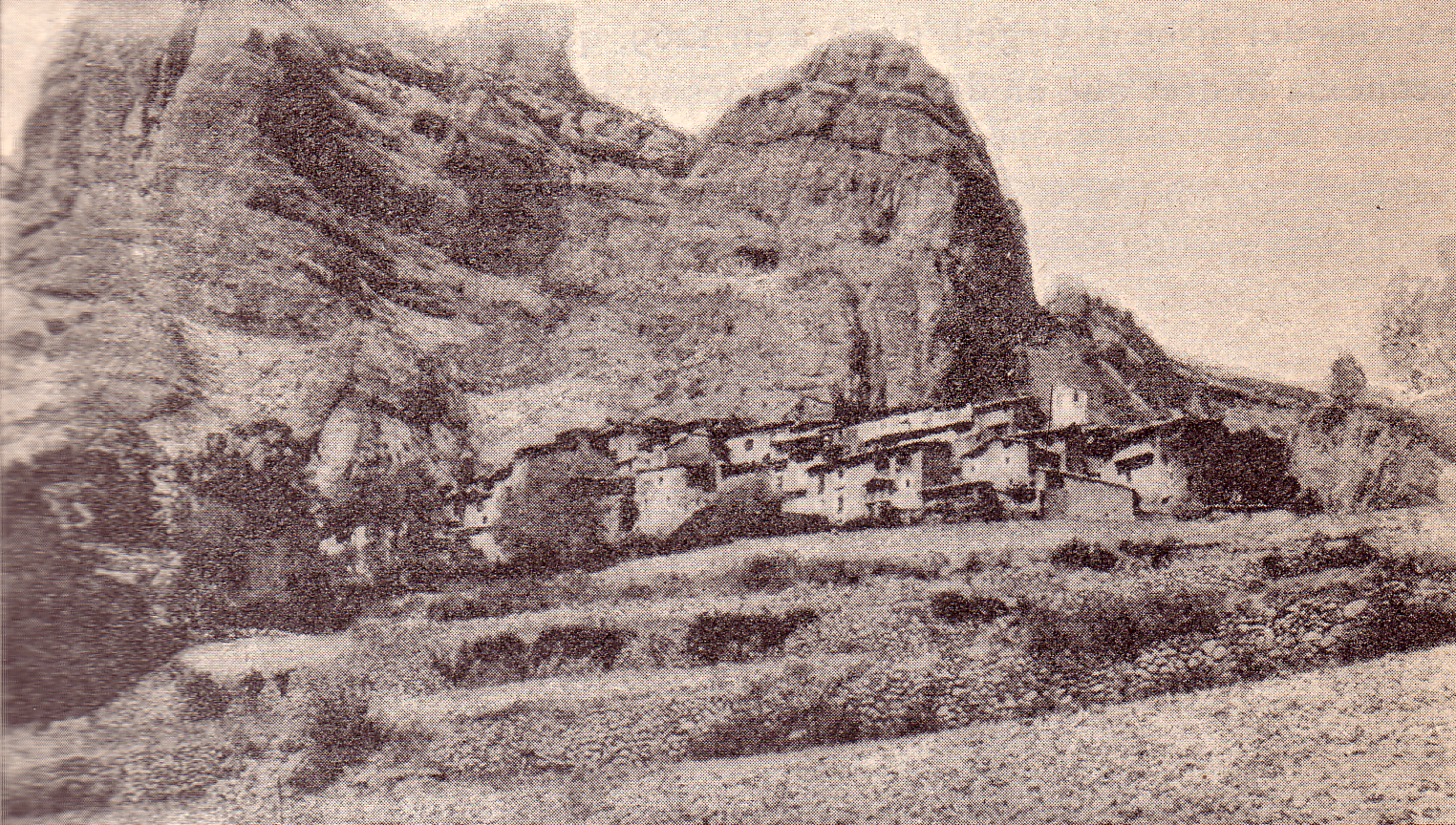
Serradell vers el 1912

En el qüestionari de Francisco de Zamora, del 1790 apareix una nota fins ara no aclarida, encara: quan pregunten sobre el nom de la població, una resposta diu que el nom antic de Serradell és Vilallonga. És l'única referència trobada fins ara a aquest fet.
Serradell havia pertangut a la Varvassoria de Toralla.
El 1847 havia rebut ja l'agrupació dels municipis dels pobles que s'acaben d'esmentar, suprimits a ran de les noves lleis municipals promulgades a mitjan segle xix, que no permeteren el manteniment dels ajuntaments en poblacions de menys de 30 veïns (entenent com a veí els caps de família).

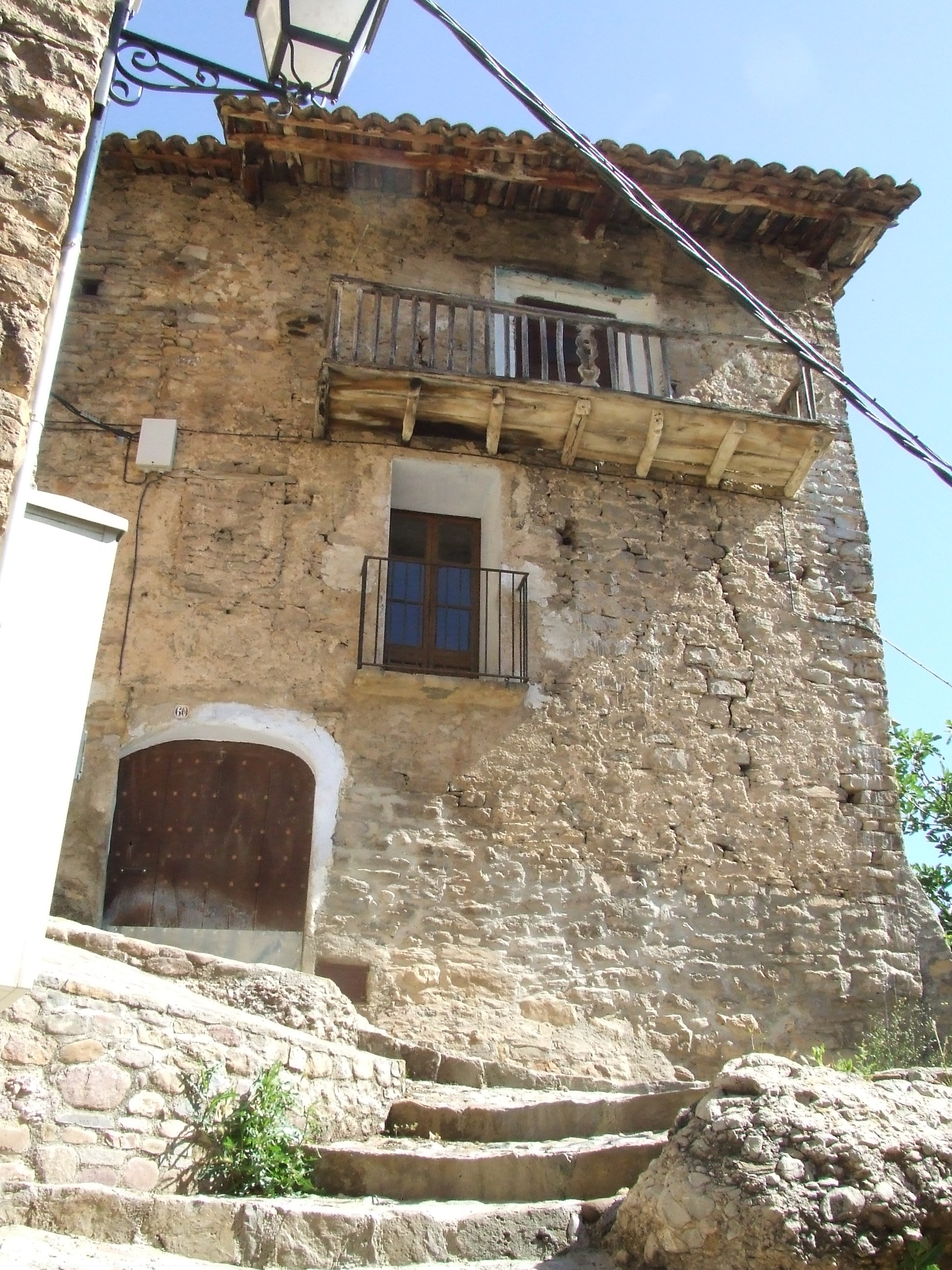
Una casa de Serradell

El municipi modern de Serradell s'havia format el 1812 a ran de la promulgació de la Constitució de Cadis, i es mantingué fins al 1969, quan fou adscrit al nou municipi esmentat. A mitjan segle xx, però, el municipi canvià de capitalitat i de nom, passant-se a anomenar Toralla i Serradell.

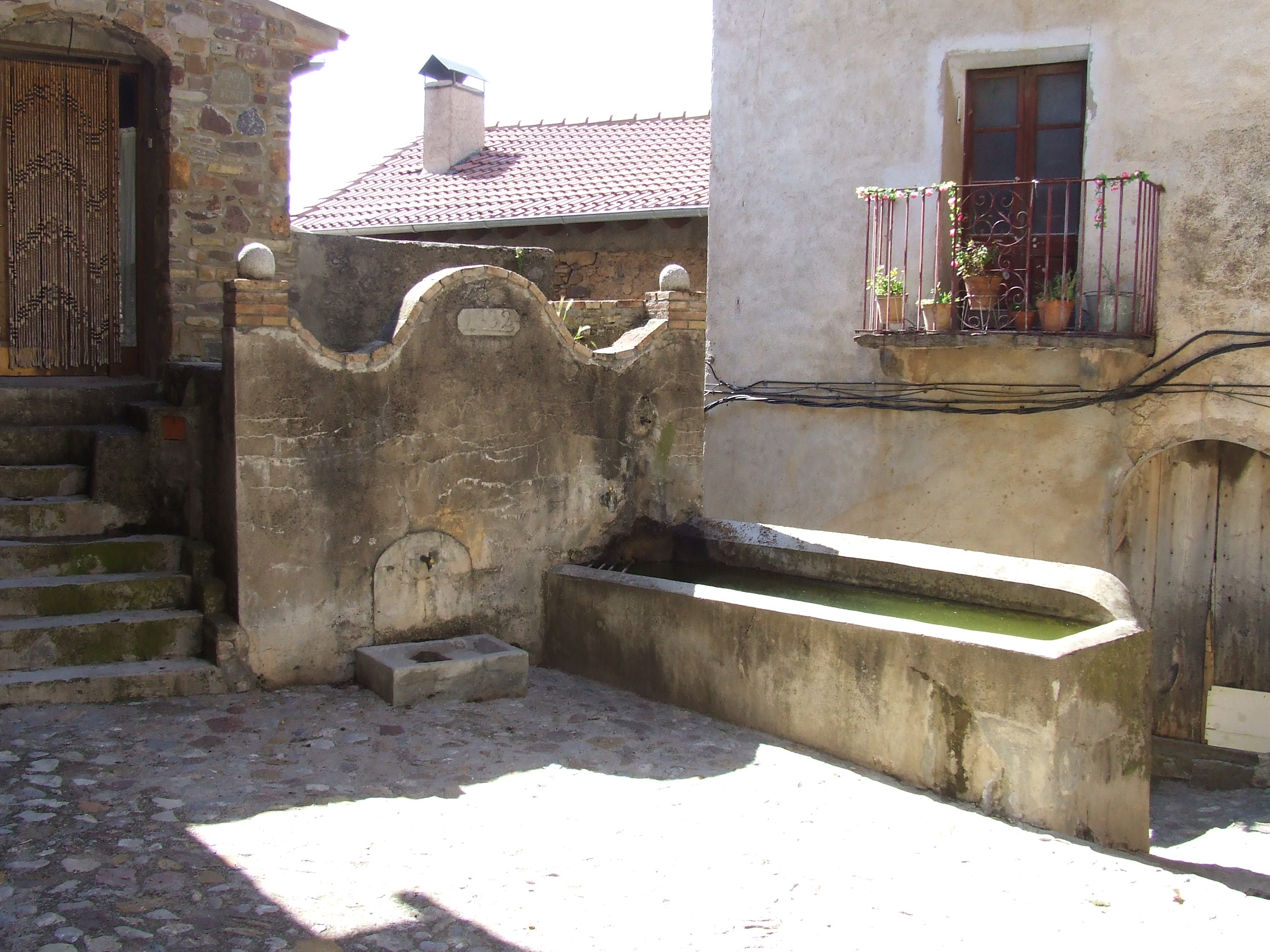
La Font pública de Serradell

Pascual Madoz parla de Serradell en el seu Diccionario geográfico... del 1845 Diu que és dalt d'una muntanya, en lloc ben ventilat, però arrecerat dels vents del nord per una penya. Formaven el poble 40 cases, que disposaven d'una font abundant vora el poble mateix. El terreny és muntanyós, la major part fluix i aspre a la part nord; a la sud, hi ha vinyes i oliveres, boscos de faigs, alzines i roures, amb alguns arbres fruiters. El bosc serveix per a llenya i carbó. S'hi feia blat, oli, vi de mala qualitat, ordi, patates i alguns llegums i fruites. De bestiar, ovelles, cabres i porcs. Hi havia caça de conills i algunes perdius. 27 veïns (caps de família) i 98 ànimes (habitants) en constituïen la població.
El poble de Serradell no ha estat mai un poble gaire habitat, però en l'actualitat (2005), s'ha arribat als 16 habitants, el mínim al llarg de la història. El 1970 hi consten 31 habitants, i el 1981, 21.